# Matty Todd
Matthew „Matty“ Todd (* 14. Juni 2001 in Dunfermline) ist ein schottischer Fußballspieler, der bei Dunfermline Athletic  unter Vertrag steht.

## Karriere
Matty Todd spielte zwischen 2011 und 2018 in der Jugend von Dunfermline Athletic. Ab der Saison 2018/19 kam er zu Einsatzzeiten für die erste Mannschaft in der Championship unter Stevie Crawford. Nach acht Partien in dieser Spielzeit und fünf weiteren 2019/20 wurde Todd in der darauf folgenden verliehen. Zwischen September 2020 und Januar 2021 war Todd für Brechin City in der vierten Liga aktiv. In neun Spielen gelang ihm ein Tor gegen die Albion Rovers.